# Legittimismo

Emblema dei Borbone-Francia utilizzato spesso come simbolo del movimento legittimista francese

Il termine legittimismo si riferisce ad una dottrina politica teorizzata durante il Congresso di Vienna (1814-1816) dal rappresentante della monarchia francese Talleyrand (in accordo con il cancelliere austriaco Metternich) il quale sosteneva un ritorno all'assolutismo monarchico del XVIII secolo (temperato in Francia dalla costituzione del 1814) e, riaffermando che il potere dinastico ha un valore assoluto poiché per diritto divino è assegnato "per grazia di Dio", pretendeva la restaurazione sui loro "legittimi" troni dei sovrani europei arbitrariamente detronizzati con la forza dalla Rivoluzione francese e da Napoleone.
Dal 1789 al 1814, prima del conio del termine legittimismo, i monarchici francesi, solitamente coincidenti con i controrivoluzionari reazionari o i moderati opposti alla Repubblica (Foglianti, Club di Clichy) e poi all'Impero, erano detti comunemente realisti (royalistes). Essi promossero l'esercito degli emigrati, la guerra di Vandea, il movimento dei muscadins, la chouannerie e l'insurrezione del 13 vendemmiaio anno IV.
In generale, il legittimismo (o "lealismo") è la fedeltà monarchica ad una determinata dinastia e/o ad un determinato sovrano.
I più estremi legittimisti francesi erano i sostenitori dell'ultrarealismo. Dal 1830 il movimento monarchico francese fu diviso tra legittimisti e orleanisti. Dopo l'unione dei due rami dopo il 1871 si costituì l'unionismo sostenitore della successione dei Borbone-Orléans, ma all'estinzione dei Borbone-Francia (ramo principale), con la morte di Enrico d'Artois (che aveva nominato Delfino il cugino Orléans, conte di Parigi), una fazione minoritaria (sostenitrice dei Bianchi di Spagna), non accettò questa soluzione. Il movimento legittimista maggioritario si unificò al movimento monarchico royaliste con gli orleanisti, ma permane tuttora un piccolo gruppo di legittimisti, quelli che si definirono neo-legittimisti, ricercando i propri candidati al trono nei Borbone-Spagna di tradizione "carlista", attualmente nel ramo Borbone-Dampierre.

## Le origini

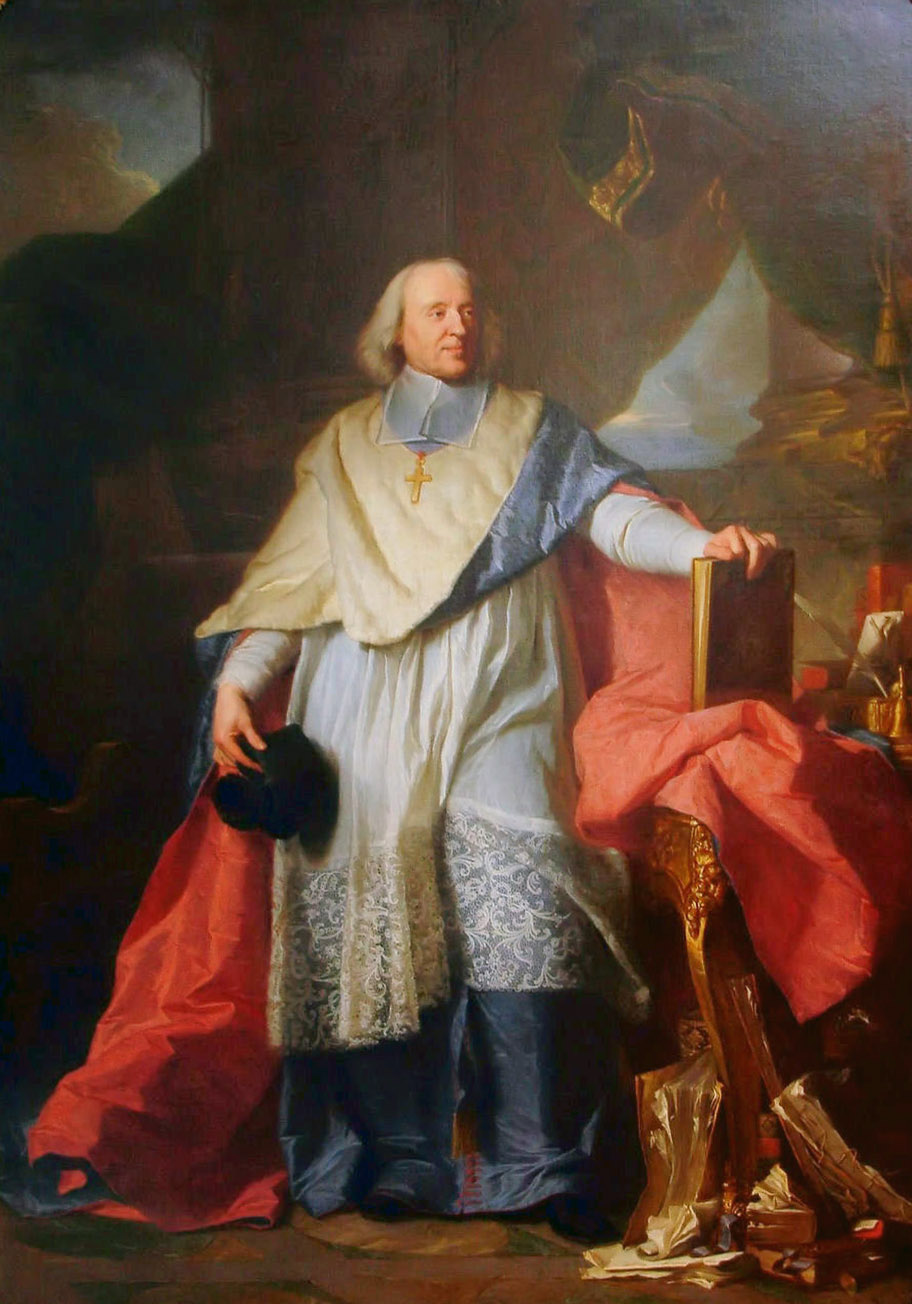
Jacques Bénigne Bossuet

Il legittimismo nasce come una tendenza politica francese basata sulla legge salica, che, dopo essere stata per lungo tempo dimenticata, fu successivamente interpretata anacronisticamente come legge successoria del Regno. La legge stabiliva come legittima la successione al trono per ordine di primogenitura maschile e di conseguenza stabiliva che il re di Francia fosse riconosciuto come legittimo dalla volontà di Dio che, attraverso la nascita del primogenito maschio, assegnava a lui il diritto di regnare.
Con questa concezione si vuole affermare una legittimazione dell'autorità politica attraverso lo strumento del "diritto divino", base teorica dell'assolutismo monarchico, dell'onnipotenza legislativa del sovrano assoluto.
Tale fu l'assolutismo ad esempio di Luigi XIV (1638–1715) teorizzato da Jacques Bénigne Bossuet (1627–1704) che rivedendo i precedenti dell'Antico Testamento riguardo alla scelta dei re, concludeva che i re erano consacrati come rappresentanti di Dio sulla Terra. Ognuno di essi aveva ricevuto il suo trono da Dio stesso, e ribellarsi contro la loro autorità era come ribellarsi a Dio. Nessun parlamento, nobile, tanto meno il popolo, aveva il diritto di partecipare a questa autorità legittimata da Dio, poiché era stata conferita dalla provvidenza divina attraverso il diritto di primogenitura. Secondo Bossuet la monarchia si fonda sulla tradizione della religione cattolica e sul potere assoluto del re che rispettando il diritto di proprietà e le libertà dei sudditi esprime un governo legittimo, cioè conforme alla legge di Dio e degli uomini, e perciò non arbitrario. In tal senso, dunque, il legittimismo esprimeva la stretta unione che, fino alla Rivoluzione francese, metteva in scambievoli rapporti le due autorità stabilite da Dio: la Chiesa e lo Stato, che collaboravano a tutelare la vita morale e cristiana dei sudditi.
Secondo i gallicani nemmeno il papa poteva deporre il re o rifiutare di riconoscerlo, mentre secondo l'ultramontanismo e i monarcomachi l'autorità papale e il riconoscimento del re legittimo da parte del pontefice erano necessari. Enrico IV di Francia dovette ad esempio abiurare il calvinismo per ottenere l'approvazione del papa e dei nobili all'incoronazione, tanti che il sovrano rimase vittima dell'attentato di un fanatico cattolico che non riteneva sincera la sua conversione.

## Lo stato laico della Rivoluzione francese
Questa concezione del potere sovrano si sfalda con la Rivoluzione francese: la Dichiarazione dei diritti dell'uomo e del cittadino (1789) prevede (articolo 3) che "il principio di ogni sovranità risiede essenzialmente nella Nazione. Nessun corpo o individuo può esercitare un'autorità che non emani espressamente da essa". Secondo la legge fondamentale dello stato, la Costituzione, sarà quindi legittimo quel governo basato sulla volontà dei cittadini.
La Chiesa si separava dallo Stato: "Pur senza compiersi dovunque nello stesso tempo e nello stesso grado, il distacco ebbe dovunque per logico effetto di lasciare che la Chiesa provvedesse con i suoi mezzi ad assicurare la sua azione, il compimento della sua missione, la difesa dei suoi diritti e della sua libertà".

## Il Congresso di Vienna
Il Congresso di Vienna si aprì nel novembre 1814. Già con il trattato di Parigi del maggio dello stesso anno erano stati fissati i confini della Francia: le sue frontiere tornavano ad essere quelle del 1792. Inoltre, venivano restituite alla Francia quasi tutte le colonie, senza esigere alcuna indennità di guerra.
Tra il dicembre 1814 e il gennaio 1815, il Congresso registrò una fase di tensione, in relazione alla Sassonia, il cui sovrano, Federico Augusto, era rimasto alleato di Napoleone fino alla disfatta finale. La Prussia intendeva impossessarsi della regione e Talleyrand ideò il "principio di legittimità", che consisteva nella restaurazione della situazione in statu quo ante.
Talleyrand esprimeva una concezione che riaffermava la complementarità di politica e religione, sostenuta dalla nuova concezione della storia tipica dell'età della Restaurazione.
(Adolfo Omodeo, L'età del Risorgimento italiano, Napoli, 1955)
Nell'età della Restaurazione si avanzava infatti una nuova concezione della storia che smentiva quella degli illuministi basata sulla capacità degli uomini di costruire e guidare la storia con la ragione. Le vicende della Rivoluzione francese e il periodo napoleonico avevano dimostrato che gli uomini si propongono di perseguire alti e nobili fini che tuttavia s'infrangono dinanzi alla realtà storica. Il secolo dei lumi era infatti tramontato nelle stragi del Terrore e il sogno di libertà nella tirannide napoleonica che mirando alla realizzazione di un'Europa al di sopra delle singole nazioni aveva determinato invece la ribellione dei singoli popoli proprio in nome del loro sentimento di nazionalità.
Dunque la storia non è guidata dagli uomini ma è Dio che agisce nella storia. Esiste una Provvidenza divina che s'incarica di perseguire fini al di là di quelli che gli uomini ingenuamente si propongono di conseguire con la loro meschina ragione.

## Gli antesignani della Restaurazione

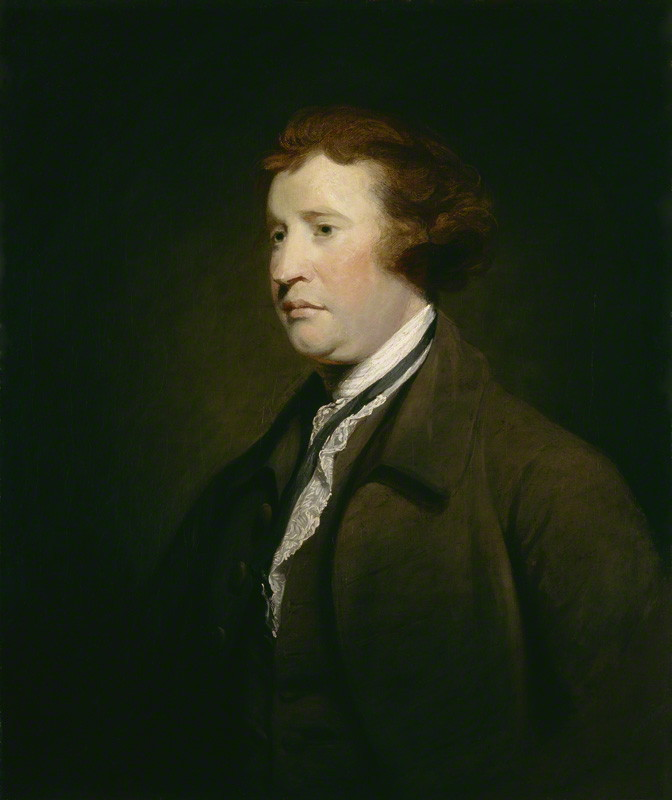
Edmund Burke

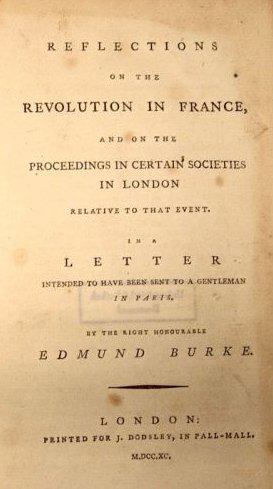
Prima edizione delle Riflessioni sulla Rivoluzione in Francia di Burke

Questa nuova visione della storia intesa come espressione della volontà divina e quindi come base teorica della unione di politica e religione e della legittimità del potere politico per "grazia di Dio", aveva avuto, già prima della Restaurazione, i suoi principali teorici in Edmund Burke, François-René de Chateaubriand e in Louis de Bonald.

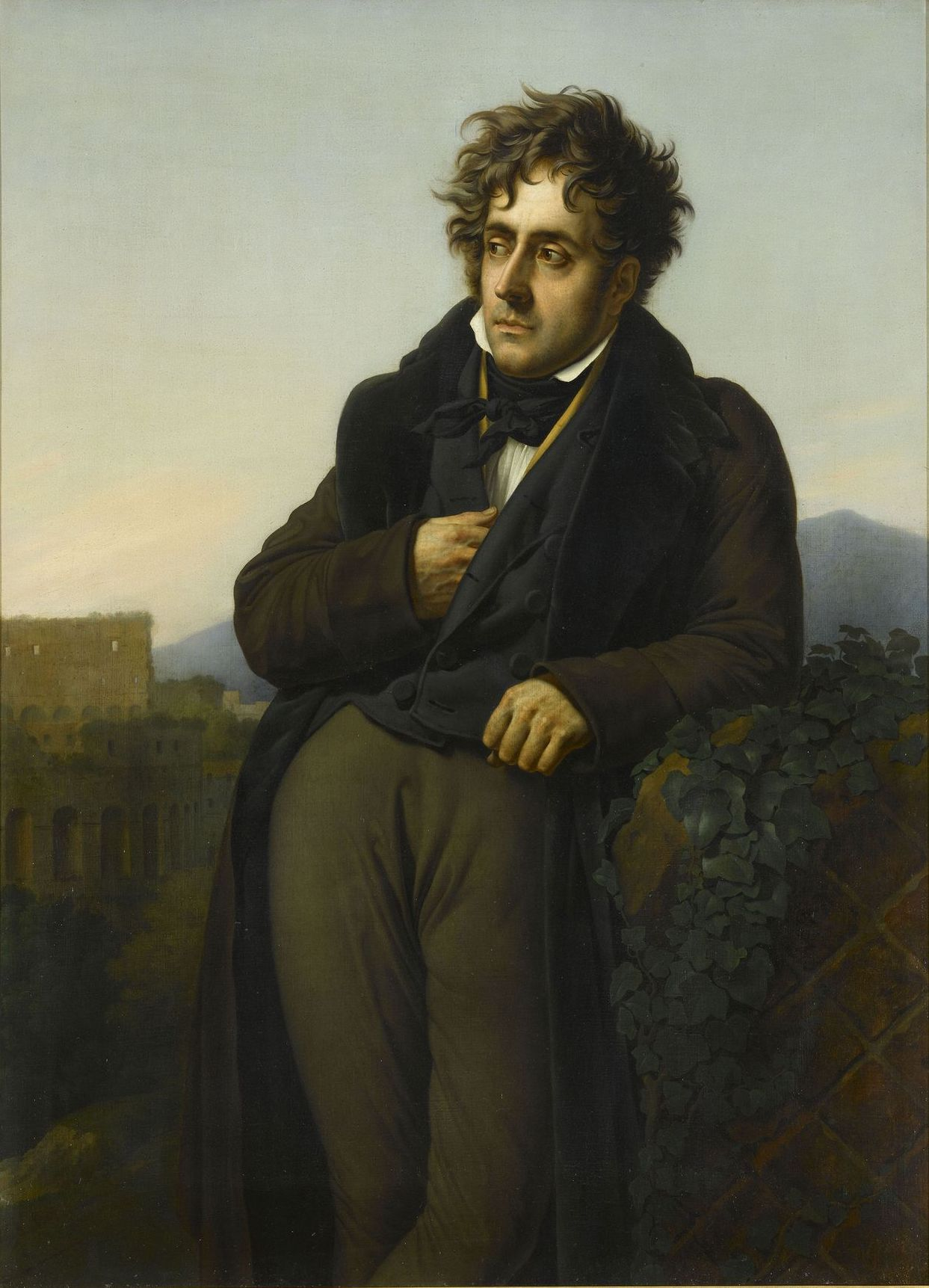
François-René de Chateaubriand

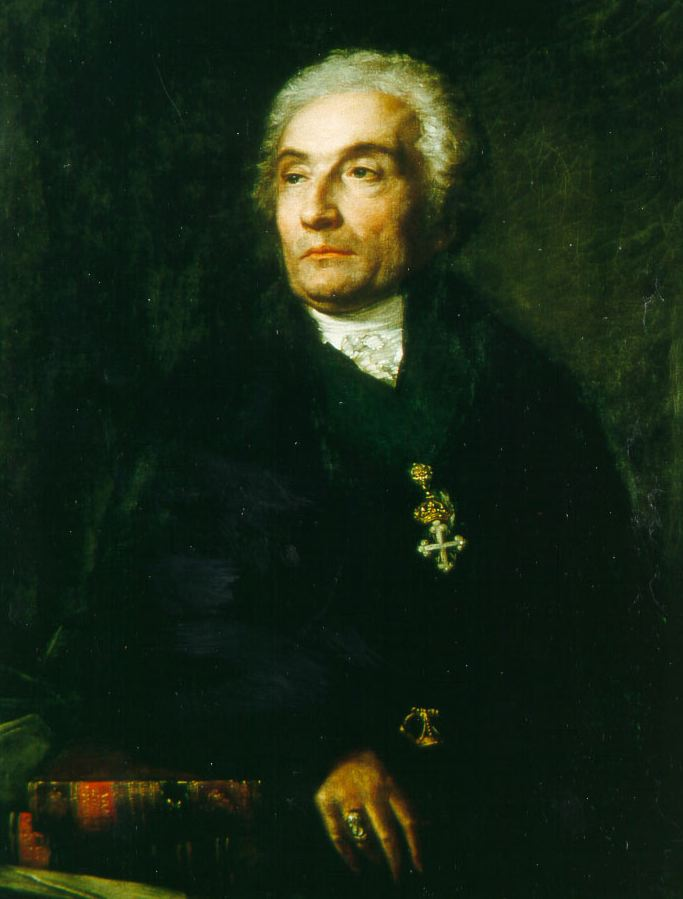
Giuseppe Maria de Maistre

Nelle Riflessioni sulla Rivoluzione in Francia, pubblicate nel 1790, Burke mettendo a confronto la rivoluzione inglese del 1688 con quella francese vede nella prima una linea evolutiva che si era sviluppata per gradi nel rispetto delle tradizioni e questo «lascia libera la possibilità di nuovi acquisti , ma fornisce la garanzia assicurata di ogni acquisto» mentre la seconda gli appare come un evento caotico in cui si mescolano «leggerezza e ferocia, confusione di delitti e di follie travolti insieme». Nella stessa opera contesta il principio della sovranità popolare e della democrazia a cui contrappone la supremazia dell'aristocrazia e dell'ordine sociale legittimati dalla loro natura divina. Per lui le masse, che esprimono una maggioranza che scioccamente pretende di prevalere sulla minoranza mentre non sa distinguere il suo vero interesse, sono il sostegno del dispotismo e la Rivoluzione francese era perciò destinata a fallire poiché si era allontanata dalla grande e diritta via della natura.
Chateaubriand (1768–1848) fin dal 1802 aveva attaccato con il suo "Génie du Christianisme" (Lo spirito del Cristianesimo) le dottrine illuministiche accusandole di estremo razionalismo e difendendo la religione e il cristianesimo. Louis de Bonald (1754-1840) fervente monarchico e cattolico, fu la voce più importante degli ultra-legittimisti. Aveva aderito all'inizio alle idealità rivoluzionarie che ripudiò dopo i provvedimenti anticlericali sanciti con la Costituzione civile del clero.
(Louis de Bonald, 'Teoria del potere politico e religioso nella società civile (1796))
Nelle sue numerose opere, attaccò la Dichiarazione dei diritti dell'uomo e del cittadino, il Contratto sociale di Jean-Jacques Rousseau e le innovazioni sociali e politiche portate dalla Rivoluzione sostenendo il ritorno all'autorità della monarchia e della religione. La rivoluzione stessa, egli sosteneva, è una specie di prova dell'esistenza di Dio, poiché mette in luce come l'eliminazione della religione conduca alla distruzione della società. L'ambito religioso e quello politico sono, agli occhi di Bonald, inseparabili.
Ma il vero ideologo della Restaurazione fu il sabaudo Joseph de Maistre (1753–1821). Sulla linea del tradizionalismo di Burke nell'opera Du pape (1819) e nel postumo Le serate di Pietroburgo o colloqui sul governo temporale della Provvidenza egli sostiene la concezione della storia come depositaria di valori etici trascendenti. Nel Medioevo la Chiesa è stata il sostegno dell'ordine sociale e questo la rende superiore al potere civile che solo essa può rendere legittimo in quanto depositaria e interprete della volontà divina.
Le teorie illuministiche sulla libertà naturale dell'uomo sono semplici follie e diaboliche stranezze. L'uomo è troppo malvagio per poter essere libero, egli è invece nato naturalmente servo e tale è stato sino a quando il cristianesimo lo ha liberato. Il cristianesimo autentico è quello rappresentato dal papa romano che ha proclamato la libertà universale ed è l'unico nella generale debolezza di tutte le sovranità europee ad aver conservato la sua forza e il suo prestigio.
De Maistre condivide poi l'analisi di Burke sulla falsa pretesa della maggioranza di prevalere sulla minoranza mentre «dovunque il piccolissimo numero ha sempre condotto il grande» e per questo è diritto legittimo dell'aristocrazia di assumere la guida del paese. Ad evitare una lettura eccessivamente limitata di De Maestre riducendolo a un ultralegittimista si consideri che quello che divenne l'apostolo della Reazione nel 1793, durante il Terrore, scriveva ad un amico: «Secondo il mio modo di pensare il progetto di mettere il lago di Ginevra in bottiglie è molto meno folle di quello di ristabilire le cose proprio sulle stesse basi in cui si trovavano prima della Rivoluzione» questo è come voler richiamare in vita i morti. Egli dunque non condivide l'assurdità degli ideologi della Restaurazione che pretendevano nel congresso di Vienna di riportare le lancette della storia all'indietro cancellando tutto quello che era accaduto dalla Rivoluzione francese all'età napoleonica. D'altra parte egli riconosceva scrivendo nelle Considerazioni sulla Francia che «la rivoluzione francese segna una grande epoca e le sue conseguenze, in tutti i campi, si faranno sentire ben al di là della sua esplosione e del suo epicentro.»

## Il ruolo di Talleyrand e Metternich

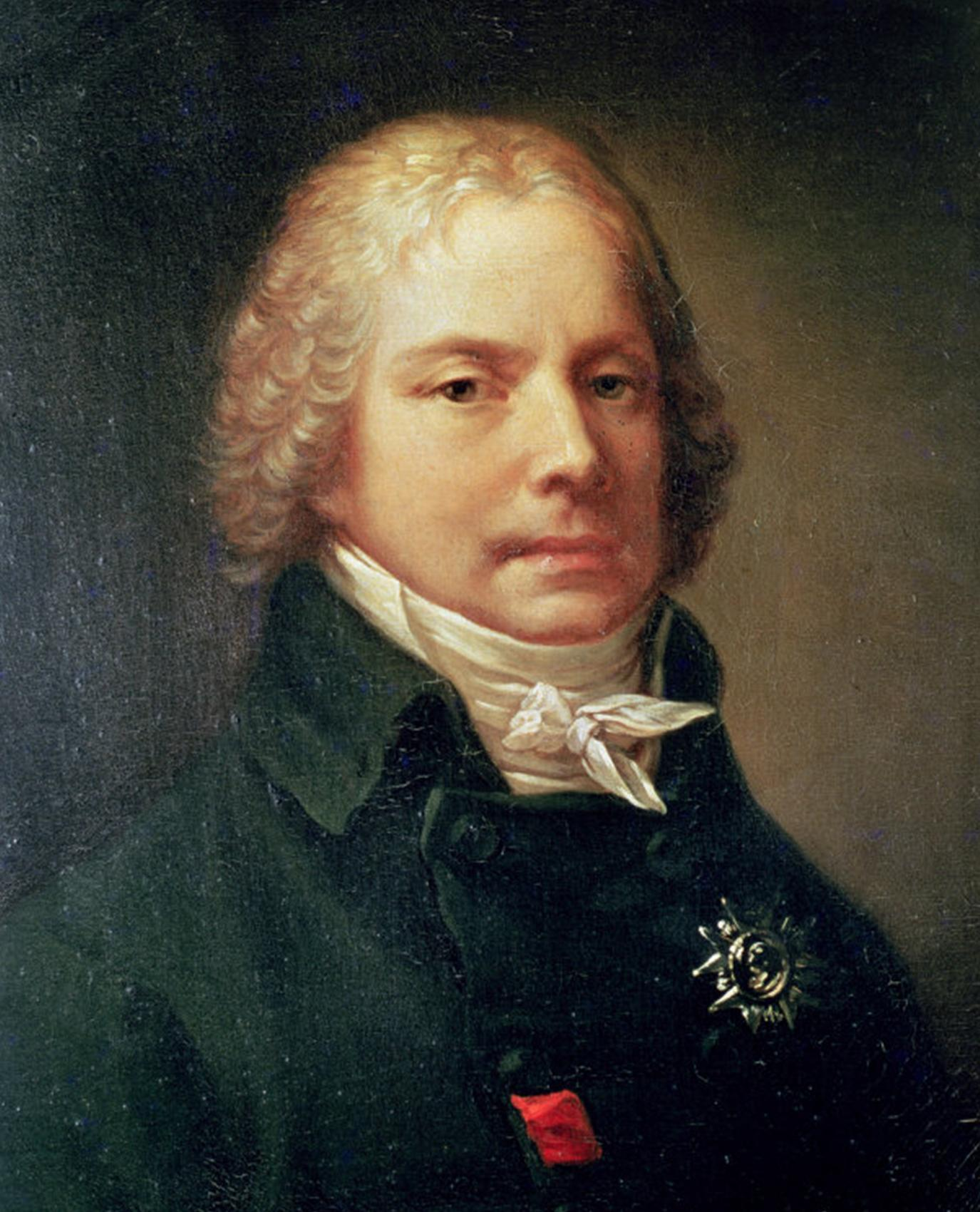
Charles-Maurice de Talleyrand-Périgord

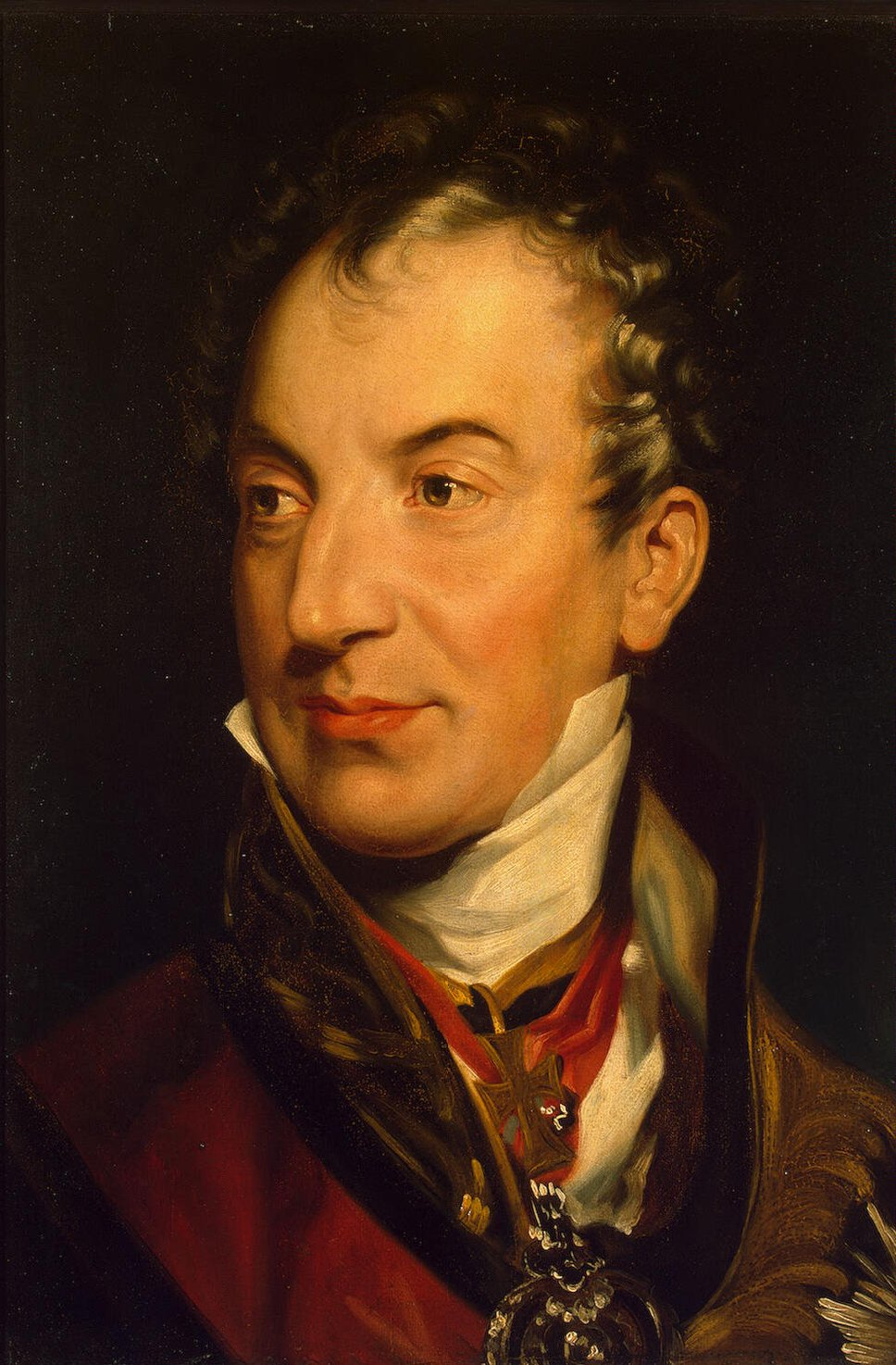
Il principe Klemens Lothar von Metternich

Dopo le guerre napoleoniche che avevano sconvolto l'Europa ci si volse alla ricerca della pace che però non basta desiderarla per averla; essa doveva essere basata secondo Metternich su un nuovo principio di legittimità che non poteva voler dire restaurare i sovrani legittimi su i loro troni per diritto di successione e per "grazia di Dio", come sosteneva Talleyrand, ma la restaurazione doveva essere il risultato del consenso dei governi europei nello stabilire gli scopi e i metodi per realizzare l'idea centrale della politica metternichiana: l'ordine internazionale. Luigi XVIII sarà quindi il "legittimo" sovrano della Francia, non per la legge salica, ma perché tale lo ritengono i governi europei per assicurare la pace.
Solo stabilendo un ordine europeo dopo il caos napoleonico vi poteva essere pace in Europa. Quindi bisognava stabilire che cosa fosse legittimo per fare uscire l'Europa dalla condizione di illegittimità determinata dalla Rivoluzione francese e da Napoleone.
L'antico principio di legittimità era stato abolito con la forza da Napoleone. La forza delle armi si era sostituita alla legge e la nozione stessa di legittimità, così com'era stata stabilita nel XVIII secolo era sparita. Bisognava allora ricostruire per preservare la pace un ordine riconosciuto come legittimo da tutti gli stati che si ponesse al centro della soluzione delle inevitabili vertenze che sarebbero inevitabilmente risorte in Europa.
La stabilità politica che contrassegna la storia europea per circa quarant'anni, sino alla guerra di Crimea (1853-1856) , primo conflitto internazionale dopo il Congresso di Vienna, fu merito di due statisti: il ministro degli esteri britannico lord Castlereagh; e quello austriaco Metternich che adottavano metodi diversi ma avevano uno stesso obiettivo: l'ordine; il primo contrastando ogni volontà aggressiva degli stati, mantenendo l'equilibrio in Europa, (balance of power), il secondo prevenendo e sedando i moti insurrezionali ovunque si verificassero mettendo in atto quel diritto d'intervento che derivava dal principio stesso di legittimità, intesa ora come il consenso degli stati.

## Il superamento del legittimismo

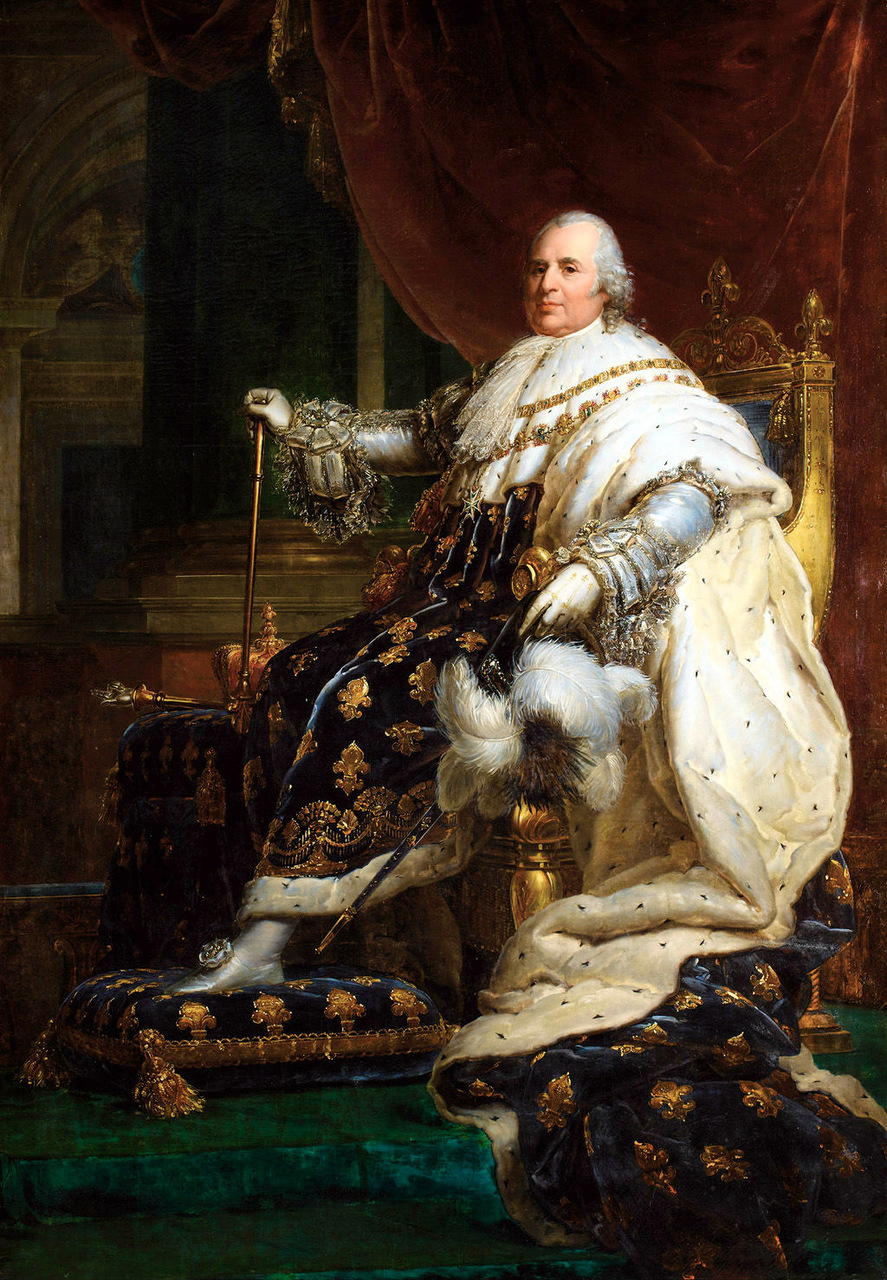
Luigi XVIII di Francia

Alla morte nel 1824 del re della Restaurazione Luigi XVIII, fratello minore di Luigi XVI, decapitato nel 1793, ed erede legittimo del nipote Luigi XVII (1785-1795), salì al trono suo fratello minore, l'assolutista Carlo X, capo del partito ultra-realista, che fu poi costretto ad abdicare nel 1830 con l'avvento di una nuova fase rivoluzionaria che inizia in Europa con la Rivoluzione di luglio del 1830 in Francia. Questa rivoluzione segnò la vittoria del sistema liberale costituzionale al quale aveva aspirato la borghesia girondina francese sin dal 1789, quando aveva tentato inutilmente di trasformare l'assolutismo monarchico in monarchia costituzionale. Con l'abdicazione di Carlo X la grande borghesia aveva raggiunto il suo obiettivo respingendo ai margini della vita politica i fautori del legittimismo.
All'atto dell'abdicazione Carlo X aveva designato come suo erede il nipote minorenne Enrico, conte di Chambord, ma in applicazione della legge salica il diritto al trono passò al figlio maggiore del re, Luigi XIX, zio di Enrico e genero di Luigi XVI in quanto marito di Madame Royale, fu costretto da Carlo X a firmare l'abdicazione dopo venti minuti.
Tuttavia, il parlamento aveva già nominato il reggente Luigi Filippo d'Orléans come re dei Francesi (non più di Francia, lo stesso titolo che era stato imposto a Luigi XVI nel 1791) per volontà della nazione (non più per grazia di Dio) , sostenuto non solo dalla «maggioranza parlamentare ma anche dall'astuzia di Adolphe Thiers, dalla diplomazia di Talleyrand e dalla ricchezza del banchiere Lafitte» . I Borboni furono costretti ad andare di nuovo in esilio. Luigi Filippo I di Francia era figlio di Luigi Filippo II di Borbone-Orléans, che votò la decapitazione del cugino Luigi XVI ma finirà poi lui stesso ghigliottinato.
Scrive Georges Lefebvre: «Dietro la rivoluzione dinastica vi fu una rivoluzione politica; la nazione scelse il suo re e gli impose una costituzione votata dai suoi rappresentanti... la minaccia di un ritorno all'ancien regime fu eliminata e la nuova società creata dalla Grande Rivoluzione fu messa al sicuro. La rivoluzione del 1830 è così l'ultimo atto della Rivoluzione cominciata nel 1789» 
I legittimisti giunsero al punto di esultare per la rivoluzione francese del 1848, che pure instaurò la Seconda Repubblica ma al contempo depose la casa d'Orléans.
Nel 1871, in seguito alla sconfitta francese nella guerra franco-prussiana e al crollo dell'impero di Napoleone III, il parlamento, di maggioranza realista, era intenzionato a ripristinare la monarchia. Tuttavia, esso era diviso tra legittimisti, che appoggiavano Enrico, e "orleanisti", che al contrario sostenevano l'erede di Luigi Filippo d'Orléans, Filippo VII.

Bandiera proposta dai filomonarchici unionisti, legittimisti-orleanisti, a Enrico di Borbone-Francia per convincerlo ad abbandonare il tradizionale drappo bianco della Restaurazione a favore di una insegna di compromesso che univa il tricolore della Rivoluzione allo stemma della monarchia. Enrico rifiutò, pur avendo accettato la monarchia costituzionale, impedendo di fatto la terza Restaurazione monarchica nel 1871.

Bandiera reale di Francia che Enrico intendeva utilizzare, derivata da quella pre-rivoluzionaria e utilizzata come stendardo del re durante il regno di suo nonno Carlo X.

Alla fine l'assemblea si accordò sulla nomina di Enrico come Enrico V di Francia, il quale però, pur accettando una monarchia costituzionale a differenza del nonno e dello zio, rifiutandosi di adottare la bandiera tricolore e volendo invece mantenere la bandiera bianca monarchica, perse diversi sostenitori orleanisti e non divenne re, la sua causa venendo abbandonata anche da diversi legittimisti che non compresero l'ostinazione del pretendente.
Il parlamento decise allora di nominare un presidente della repubblica favorevole ai monarchici, Patrice de Mac-Mahon, e di attendere la morte di Enrico che avverrà 12 anni dopo, che non aveva discendenza; questo in modo che Filippo d'Orleans, riconosciuto come Delfino dallo stesso cugino, diventasse il candidato anche per la linea legittimista e potesse essere incoronato come Filippo VII.
Quando però Enrico V morì nel 1883 e si estinse la casata principale in linea maschile, fu riconfermata la repubblica, in quanto con le successive elezioni il parlamento era ormai diventato di maggioranza repubblicana.

## Legittimisti e orleanisti

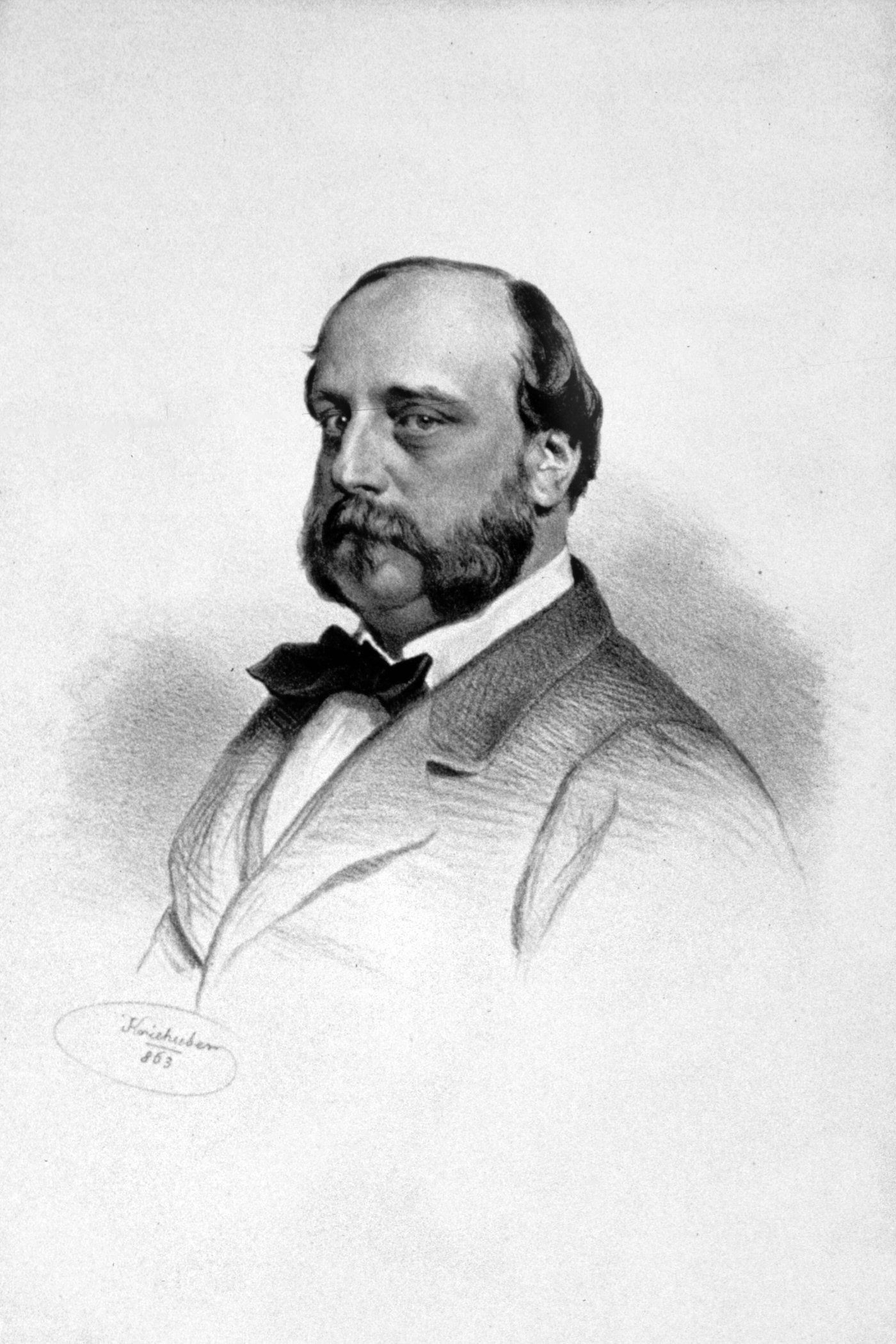
Enrico di Borbone-Francia in una litografia d'epoca

Alla morte di Enrico, con l'estinzione del ramo principale dei Borbone-Francia, "legittimisti" e "orleanisti" si divisero di nuovo, contro quella che era stata la volontà dello stesso pretendente di ricomporre la frattura tra le due famiglie causata dagli eventi rivoluzionari del 1793 e del 1830. Più precisamente vi fu una scissione all'interno dei "legittimisti", in quanto la maggior parte di questi riconobbe Filippo VII di Borbone-Orléans, pur senza rinunciare al programma politico legittimista (Bianchi d'Eu), mentre una minoranza (Bianchi di Spagna) appoggiò il parente più vicino di Enrico d'Artois, Juan di Borbone-Spagna, conte di Montizón, (detto «Giovanni III» dai suoi partigiani) - discendente di Filippo V di Spagna, figlio di Luigi, il Gran Delfino e prozio di Luigi XV - e membro della dinastia reale spagnola (Borbone-Spagna) nonché pretendente carlista al trono spagnolo; ma Filippo V aveva però rinunziato, per sé e per i suoi discendenti, ai diritti alla Corona di Francia, firmando il trattato di Utrecht nel 1713, ratificato dalle Cortes spagnole, dal Parlamento di Parigi e (pur di ottenere un Borbone sul trono spagnolo) pienamente accettato allo stesso nonno di Filippo, Luigi XIV il Re Sole, in seguito alla vittoria nella guerra di successione spagnola contro gli Asburgo d'Austria. A causa dei cattivi rapporti con gli Orléans e al concetto di indisponibilità della corona essi continuarono a seguire la linea discendente dal secondogenito di Luigi XIV anziché del figlio cadetto di Luigi XIII. Ignorando il trattato di Utrecht, dal 1883 il trono sarebbe di conseguenza passato agli eredi maschi di Filippo V di Spagna automaticamente secondo la legge salica in mancanza di esplicita rinuncia (analogamente alla successione di Luigi XIX, Re di Francia per venti minuti prima di essere costretto a rinunciare dal padre Carlo X; questo anche se molto legittimisti non riconobbero valida nel contenuto pratico l'abdicazione ma solo nella forma, considerando Carlo re fino al 1836); inoltre la pretesa sarebbe rafforzata dalla perdita da parte dei carlisti del trono spagnolo (oggetto del trattato del 1713), a causa della Prammatica Sanzione (1830) che abolì la legge salica in Spagna. Inoltre sostengono che Enrico V non abbia mai nominato Filippo VII come Delfino in via ufficiale e che alla propria morte abbia disconosciuto gli Orléans affidando il trono "alla Provvidenza".
Un gruppo ulteriore si rifugiò nel survivantisme, una specie di sebastianismo alla francese, negli anni della Restaurazione adombrato per un breve periodo anche da François-René de Chateaubriand. Questa idea è incentrata sulla sopravvivenza di Luigi XVII (i cosiddetti "falsi delfini" o "presunti delfini", numerosi nei primi dell'Ottocento) che avrebbe dei discendenti e quindi vi sarebbe stata una linea diretta segreta di discendenti di Luigi XVI. Fino al 2004, anno dell'esame del DNA sul cuore del principe che stabilì in via ufficiale la sua morte al Tempio nel 1795, il survivantismo era ancora esistente, seppur molto minoritario, principalmente nel naundorffismo, i seguaci dell'idea che l'avventuriero e orologiaio prussiano Karl Wilhelm Naundorff (1785-1845) fosse il Delfino evaso dalla prigione, e che quindi i suoi discendenti (Bourbon-Naundorff) siano Borboni di Francia della linea primogenita. Il naundorffismo raccolse diversi seguaci tra intellettuali e mistici alla fine dell'Ottocento e l'inizio del Novecento, vicini alla cerchia cattolica eterodossa dei "melanisti", cioè i seguaci di Mélanie Calvat, o quelli di Maximin Giraud, i due veggenti mariani di La Salette; tra questi naundorffisti religiosi: Eugène Vintras, predicatore, e più blandamente, diversi scrittori come Joris-Karl Huysmans, Léon Bloy, Jacques Maritain per un periodo, e soprattutto Louis Massignon nel XX secolo. Attualmente i sostenitori dell'ipotesi Naundorff sono molto pochi tra i monarchici, essendo la sua pretesa screditata dai più, a parte i suoi discendenti che hanno continuato a presentare controversi test del DNA, onde verificare l'appartenenza borbonica della famiglia Naundorff (attualmente tramite Hugues de Bourbon).

Bandiera del Regno di Francia e Navarra durante la Restaurazione francese, utilizzato perlopiù dai neo-legittimisti o legittimisti "Bianchi di Spagna".

Una delle bandiere usata dagli orleanisti-unionisti/Bianchi d'Eu (assieme al tricolore della Monarchia di Luglio), derivato dalla bandiera francese medievale.

Altri sostennero linee dinastiche collaterali borboniche, solitamente di origine spagnola, a causa di diverse dispute, o discendenti dai figli legittimati del Re Sole, discendenti in via matrilineare come i Borbone-Parma, o i Borbone-Due Sicilie, ecc. Molti credettero per alcuni anni alle pretese di John Freeman, presunto figlio inglese illegittimo del duca di Berry (nato nel 1801 o nel 1804), che si proclamava legittimato.
Dai primi anni del Novecento, l'orleanismo in forma unionista (ossia la visione tradizionale legittimista unita al sostegno verso la casa di Borbone-Orléans, in unità d'intenti monarchici con gli orleanisti liberali) riprese molto vigore; con il pensiero di matrice maurrassiana dell'Action Française, la maggior parte dei monarchici francesi riconobbe i diritti del ramo degli Orléans, ma con la crisi postbellica e gli azzardi politici del Conte di Parigi (prima sostenitore di Pétain e dopo poco di de Gaulle nel 1940) il "neo-legittismo" conobbe una nuova fase di attenzione, pur restando minoritaria. Le dispute sulla legittimità dinastica che proseguono fino ad oggi, pur essendo il vero e proprio movimento monarchico assai minoritario nella Francia odierna (esso è rappresentato soprattutto dagli eredi politici del maurrassismo, tre movimenti tra cui la rinnovata Action française, mentre i neo-legittimisti sono rappresentati dall'Istituto Maison Bourbon). Molti monarchici orleanisti hanno inoltre in seguito sostenuto la destra repubblicana gollista o liberal-conservatrice a partire dalla presidenza di Valéry Giscard d'Estaing (altri addirittura Mitterrand), e il Front National, ritenendo il monarchismo un semplice lascito di memoria storica. 
In ogni caso la linea successoria, detta «orleanista» (oppure orleanista-unionista, in quanto raggruppa gli orleanisti e i "Bianchi d'Eu"), incentrata sulla famiglia Borbone-Orléans, è la seguente:
- Filippo, Conte di Parigi (Filippo VII) (1883-1894)
- Filippo, Duca d'Orléans (Filippo VIII) (1894-1926)
- Giovanni, Duca di Guisa (Giovanni III di Borbone-Orléans) (1926-1940)
- Enrico, Conte di Parigi (Enrico VI) (1940-1999)
- Enrico, Conte di Parigi, Duca di Francia (Enrico VII) (1999-2019)
- Giovanni, Conte di Parigi, Duca di Francia (Giovanni IV) (dal 2019)

Emblema legittimista dei Bianchi di Spagna dal 1962

Stendardo reale da issare alla presenza del Re di Francia, recante lo stemma del pretendente legittimista creato da Hervé Pinoteau

I più ardenti legittimisti (chiamati anche neo-legittimisti) considerano ancora la rinuncia di Filippo V di Spagna al trono di Francia per i suoi discendenti come da invalidare.
I neo-legittimisti, principalmente per avversione verso l'orleanismo politico la casa d'Orléans risalenti ai fatti del 1793 e del 1830, seguono comunque la linea dinastica "spagnola" ("Bianchi di Spagna"), dal 1975 denominata Borbone-Dampierre, e talvolta autodenominata Borbone-Angiò:
- Giovanni Carlo di Borbone-Spagna (Giovanni III di Borbone) (1883-1887)
- Carlo Maria di Borbone-Spagna (Carlo XI) (1887-1909)
- Giacomo Pio di Borbone-Spagna (Giacomo I) (1909-1931)
- Alfonso Carlo di Borbone-Spagna (Carlo XII) (1931-1936), cugino di Giacomo
- Alfonso XIII di Spagna (Alfonso I) (1936-1941), Re di Spagna dal 1885 al 1931, cugino di Alfonso Carlo
- Giacomo Enrico di Borbone-Spagna (Giacomo II o Enrico VI) (1941-1975), escluso dal trono spagnolo per il suo matrimonio morganatico, zio di Juan Carlos I di Spagna
- Alfonso di Borbone-Dampierre (Alfonso II) (1975-1989)
- Luigi Alfonso di Borbone-Dampierre (Luigi XX) (dal 1989).

Alcuni sostenitori dei Bianchi di Spagna hanno comunqur col tempo aderito ai Bianchi d'Eu ritenendo negli ultimi anni che la casa d'Orleans abbia infine legittimato comunque le proprie pretese a causa di varie dispute dinastiche risalenti all'epoca di Alfonso XIII, con l'estinzione della linea carlista maschile e soprattutto a causa dei vari matrimoni morganatici di molti Pretendenti - costati la candidatura al trono spagnolo a due figli di Alfonso, in favore del padre del re Juan Carlos I - tra cui quello del padre del pretendente attuale. Entrambi i rami sostengono oggi la monarchia costituzionale; gli orleanisti sostengono a maggioranza una monarchia più liberale, parlamentare e liberaldemocratica, mentre i legittimisti confluiti nell'unionismo e i neo-legittimisti sono di solito più tradizionalisti, meno parlamentaristi e sostenitori del cattolicesimo come religione di Stato. In Francia, odiernamente, si usa utilizzare il termine legittimismo (légitimisme) soprattutto per indicare i neo-legittimisti, distinguendoli dai generici monarchici (royalistes) dominanti nel movimento (orleanisti e Bianchi d'Eu).
Storicamente dal 1713 al 1830 il capo della linea di Orléans godette dello status di Premier Prince du Sang, riservato al primo in linea di successione dopo i figli e nipoti maschi del Re. Questa condizione non venne del resto negata da Enrico V quando riconobbe (cosa non riconosciuta dai neo-legittimisti) Filippo d'Orléans come Delfino di Francia.

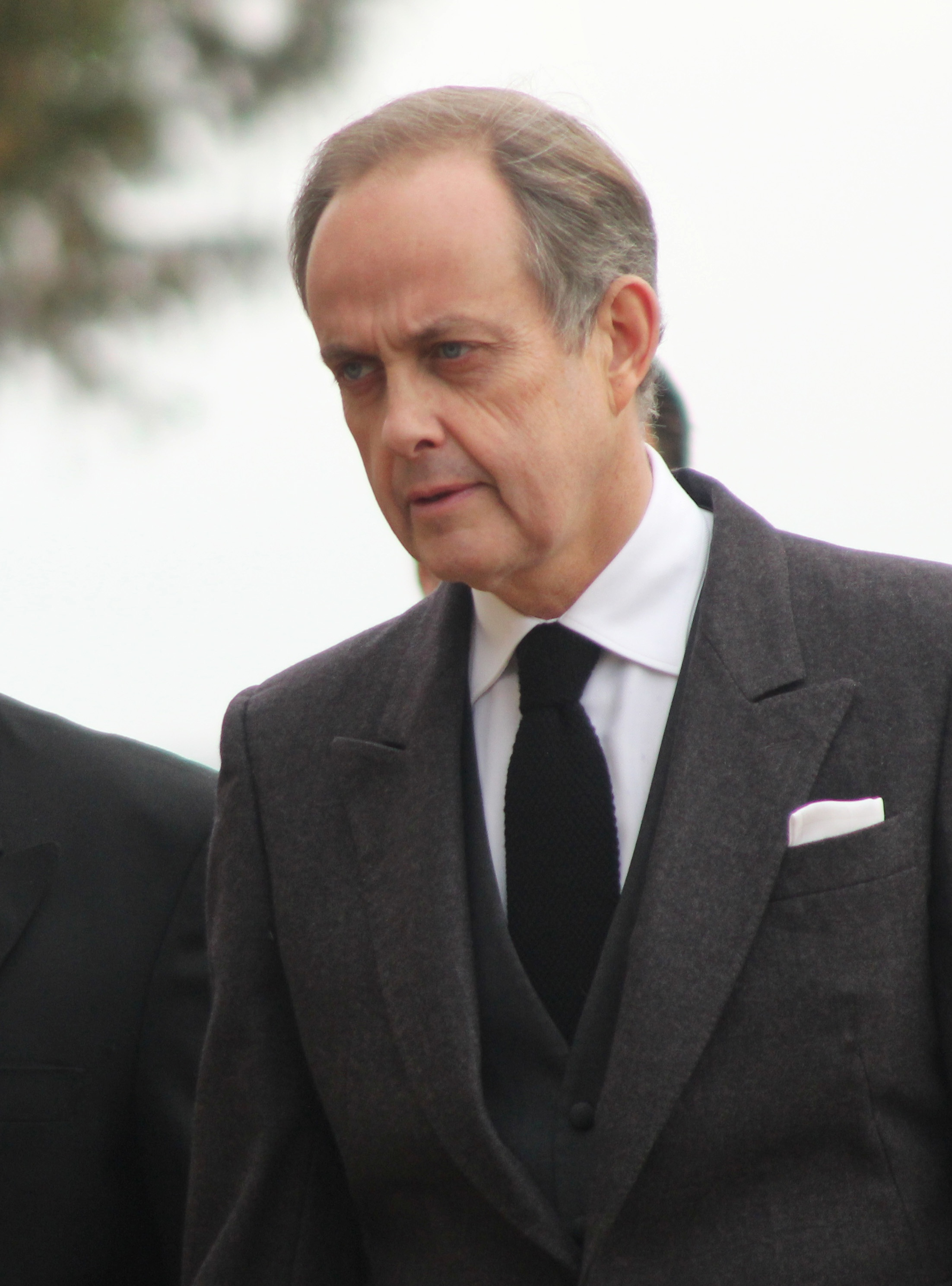
Giovanni (Jean) d'Orléans, detto Giovanni IV attuale pretendente orleanista-unionista (Bianchi d'Eu)

## Movimenti legittimisti fuori dalla Francia
- Movimento Monarchico Italiano, Unione Monarchica Italiana, Italia Reale, PDIUM, ecc. (Italia, Casa Savoia, rami Savoia-Carignano e Savoia-Aosta)
- Movimenti borbonici italiani (Regno delle Due Sicilie, Regno di Napoli)
  - Sanfedisti
  - Brigantaggio postunitario italiano
  - Neoborbonismo
- Borbone-Parma (Ducato di Parma e Piacenza)
- Neo-pontifici (Stato della Chiesa)
- Venetismo, Serenissimi (Repubblica di Venezia)
- Indipendentismo ligure-genovese
- Movimenti neo-asburgici (Austria-Ungheria, Granducato di Toscana, Ducato di Modena)
- Carlismo spagnolo
- Giacobitismo britannico-scozzese
- Costituzionalisti monarchici iraniani (Pahlavi)
- Governo tibetano in esilio (Dalai Lama, Regno del Tibet)
- Monarchici cinesi
- Monarchici russi (Romanov)